# حلوای دوور
حلوای دوور (نام علمی: Solea solea) نام یک گونه از تیره کفشک‌ماهیان اصلی است.